# Urban Mangold

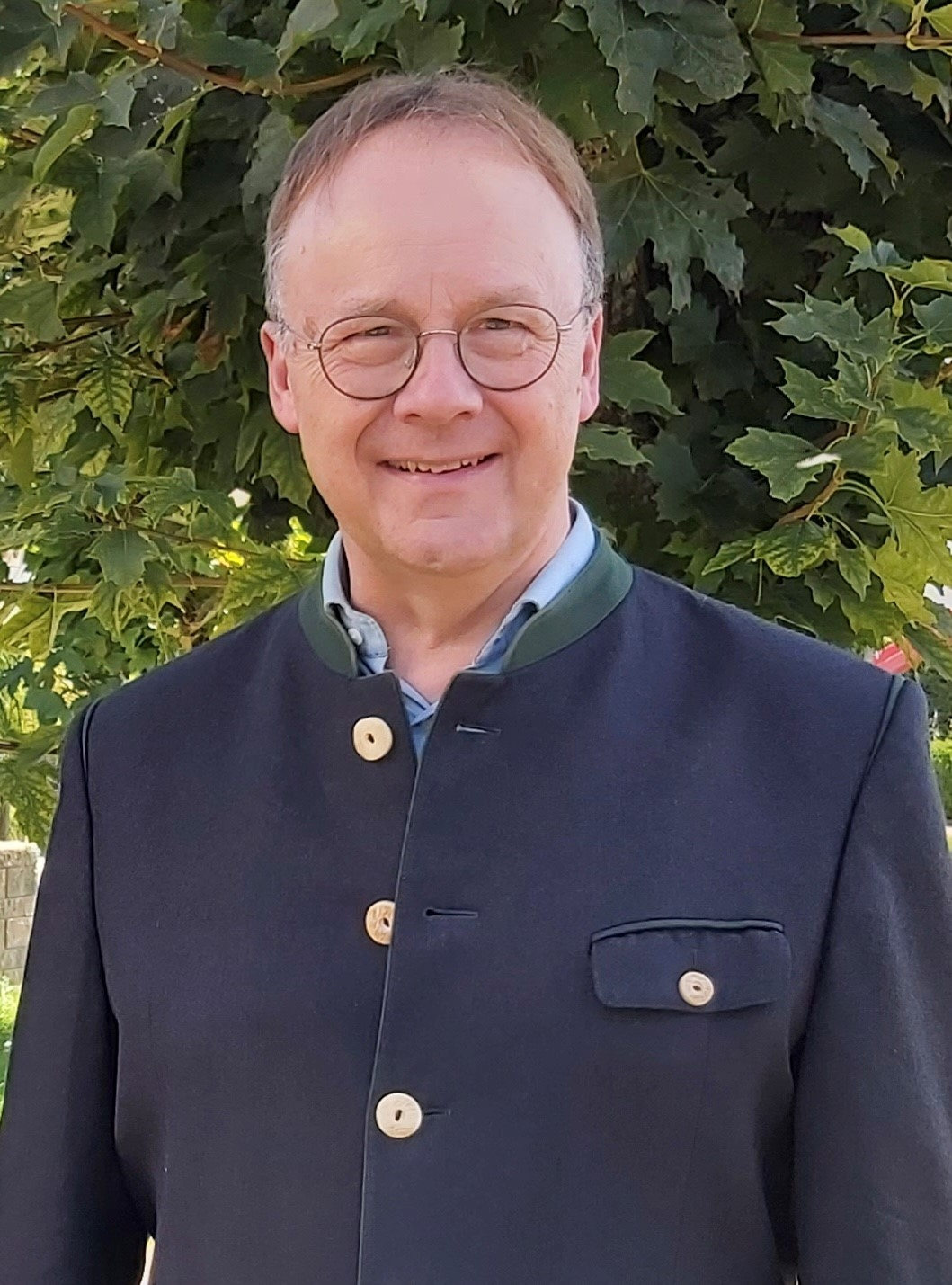
Urban Mangold 2022

Urban Mangold (* 29. Januar 1963 in Rotthalmünster) ist ein deutscher Politiker (ÖDP) und bayerischer Parteifunktionär. Von April 1991 bis September 2014 war er hauptamtlicher Leiter der bayerischen Landesgeschäftsstelle seiner Partei sowie von Mai 2008 bis Mai 2020 zweiter Bürgermeister in Passau.

## Familie und Beruflicher Werdegang
Mangold absolvierte 1982 sein Abitur am Maristengymnasium Fürstenzell. Nach dem Wehr- und Zivildienst studierte er einige Semester Volkswirtschaftslehre. Später absolvierte er ein journalistisches Volontariat und war bis 1991 als Rundfunkredakteur tätig. Seit 2007 ist er verheiratet und hat mit seiner Ehefrau Katrin zwei Töchter.

## Politische Karriere

### Karriere in der ÖDP
1983 trat er der zwei Jahre zuvor gegründeten bayerischen ÖDP bei. In den Jahren 1987 und 1988 sowie von 1991 bis 1995 war er Vorsitzender des ödp-Kreisverband Passau und erneut seit 2013 Vorsitzender des Kreisverbandes Passau-Stadt. Seit 1. April 1991 ist er hauptberuflicher Landesgeschäftsführer der bayerischen ÖDP, deren Landesgeschäftsstelle sich in Passau befindet. Seit 1992 sitzt er im Stadtrat von Passau; dort war er von 2002 bis 2008 Fraktionsvorsitzender und ist dies erneut seit 2020. Mangold ist seit 2013 Mitglied des niederbayerischen Bezirkstages und seit 2014 Vorsitzender der ÖDP Niederbayern.
Seit den neunziger Jahren stiegen die Wahlergebnisse seiner Partei in Passau kontinuierlich an; 2002 erreichte sie mit 10,5 % und fünf Sitzen erstmals ein zweistelliges Ergebnis, das sie 2008 auf 15,7 % und sieben Sitze steigern konnte. Mangold erhielt stets die meisten Stimmen unter den Kandidaten. Somit ist Passau deutschlandweit die ausgeprägteste Hochburg der ÖDP auf Ebene der Landkreise und kreisfreien Städte.
Am 29. Mai 2008 wurde er von seiner Partei einstimmig als Direktkandidat für den Stimmkreis Passau-Ost bei der bayerischen Landtagswahl am 28. September 2008 nominiert.

### Bürgermeister in Passau
Bei der Passauer Oberbürgermeisterwahl im März 2008 ging er als Kandidat seiner Partei ins Rennen und erreichte hierbei 12,65 %. Im Zuge der Stichwahl, die zwischen dem Amtsinhaber Albert Zankl (CSU) und dessen Herausforderer Jürgen Dupper (SPD) stattfand, sprach er für letzteren eine Wahlempfehlung aus. Nachdem Dupper zum neuen Oberbürgermeister gewählt wurde, plädierte dieser dafür, dass Mangold den Posten als zweiter Bürgermeister erhalten sollte. Er begründete dies mit dessen gutem Ergebnis bei der Oberbürgermeisterwahl. Bei der konstituierenden Sitzung des Stadtrats am 8. Mai selben Jahres wurde er vom selbigen mit 25 zu 17 Stimmen gegen die bisherige Amtsinhaberin Dagmar Plenk (CSU) zum zweiten Bürgermeister gewählt.
Bedingt durch sein neues Amt als Bürgermeister in Passau übte er sein Amt als Landesgeschäftsführer nur noch in Teilzeit aus. Das Amt des Landesgeschäftführers hatte er bis September 2014, das des zweiten Bürgermeisters bis Mai 2020 inne.
Seit 2020 ist Mangold Pressesprecher und Politischer Geschäftsführer der ÖDP Bayern.
Bei den Kommunalwahlen in Bayern 2014 erreichte er als Oberbürgermeisterkandidat für Passau 8,98 % der Stimmen. Bei den Kommunalwahlen in Bayern 2020 erreichte er als Oberbürgermeisterkandidat für Passau ebenfalls rund 9 % der Stimmen.

## Weitere Mitgliedschaften
Mangold ist außerdem Mitglied des Verkehrsclub Deutschland, der Arbeiterwohlfahrt, Pro Bahn, ADFC sowie mehrerer niederbayerischer Bürgerinitiativen.

## Auszeichnungen
Am 30. April 2008 erhielt Mangold vom scheidenden Passauer Oberbürgermeister Zankl für seine kommunalpolitische Tätigkeit den Ehrenring der Stadt Passau.